# Томислав I
Томисла́в I (хорв. Tomislav I; ум. в 928 году) — правитель Хорватии из династии Трпимировичей в 910—928 годах. В 910—925 годах носил титул князя Хорватии, в 925 году был коронован и стал первым в истории хорватским королём.
Объединил в составе своего государства хорватов Далмации и Паннонии, сильно расширил границы королевства, которые в его правление простирались от Адриатики до Дравы и от Истрии до Дрины. Томислав сделал хорватское королевство одним из могущественнейших государств того времени на Балканах.

## Биография
О семье Томислава известно крайне мало. Вероятно, он был сыном князя Мунцимира.
В первый период своего правления князь Томислав удачно остановил вторжение венгров и заставил их отступить за Драву. Победная война позволила ему присоединить к территории княжества, которое включало в себя до этого только Далмацию, часть Паннонии в междуречье Савы, Дравы и Купы. Далматинские и посавские хорваты, таким образом, впервые воссоединились в одном государстве.

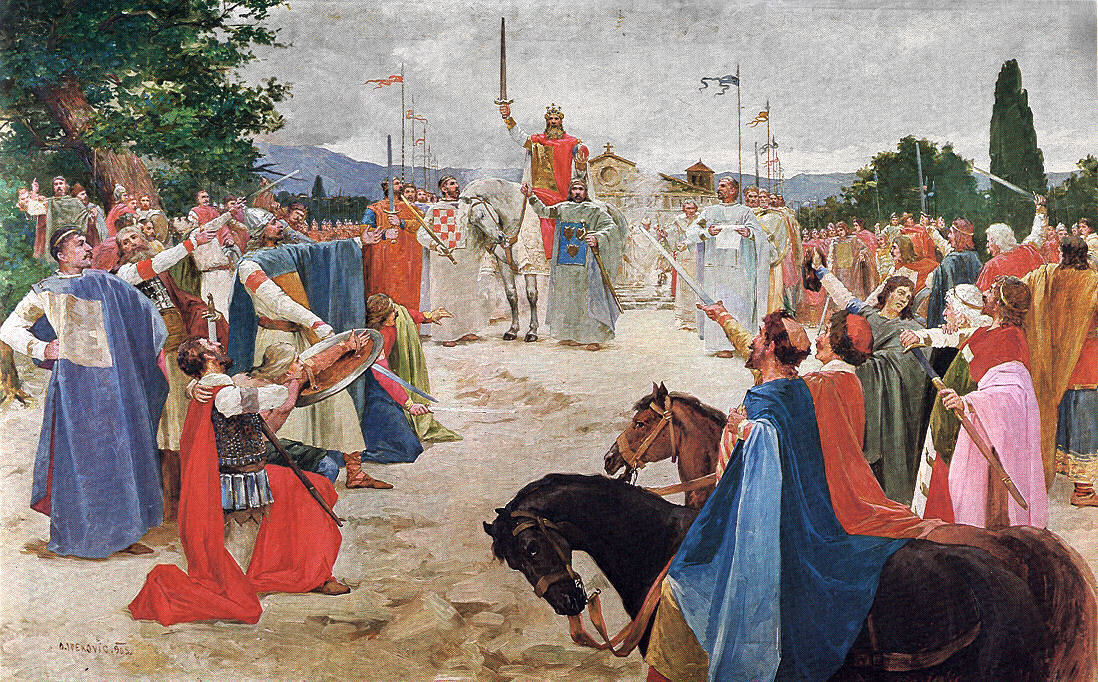
Отон Ивекович. Коронация Томислава

Важнейшим событием в хорватской истории стала коронация Томислава, как короля единого хорватского государства. Папа Иоанн X признал Томислава королём и даровал Томиславу титул «Rex Chroatorum». Королевство было разделено Томиславом на 11 областей (жупаний). В каждой из областей было по меньшей мере по одному укреплённому королевскому городу.

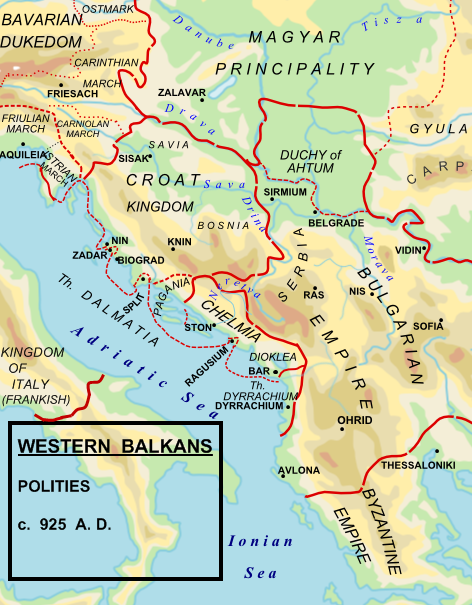
Хорватия при Томиславе — 925 год.

Расширение и усиление Хорватии привело к враждебности Болгарии, которая достигла пика своего могущества при царе Симеоне I. Наличие общего врага сблизило Томислава с Византией. По договору с Константинополем, под контроль Хорватии перешли византийские города в Далмации. Хорватия, со своей стороны, взяла обязательство бороться с территориальной экспансией Симеона I.

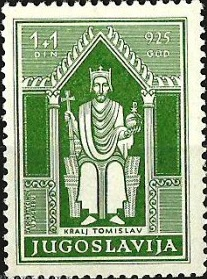
Почтовая марка. Югославия, 1940 год. Король Томислав

В 926 году болгарская армия начала наступление на Хорватию, однако была полностью разгромлена Томиславом в Битве на боснийских холмах. Указанная в некоторых источниках дата — 27 мая 927 года, по мнению современных исследователей относится не к самой битве, а к последовавшей вскоре смерти Симеона. Согласно трактату «Об управлении империей» императора Константина VII Багрянородного, хорватская армия в эпоху Томислава состояла из 100 тысяч пехоты и 60 000 кавалерии, а также располагала 80 большими и 100 малыми судами — иными словами: вооружённые силы Томислава превосходили своей мощью византийские.
При Томиславе в 925 и 927 годах состоялись два сплитских церковных собора, на которых разгорелась борьба между сторонниками Нинского епископа Гргура, стоявших за использование в литургии славянского языка, и сплитской партией, поддерживавшей исключительно-латинскую литургию. Король Томислав был всецело на стороне Гргура — однако, по итогам соборов (где мирянам, включая Томислава, не было предоставлено право голоса), победили сторонники тотальной латинизации. Нинская епархия была ликвидирована, а архиепархия Сплита стала религиозным центром всей страны. Впрочем, латинизация богослужения продвигалась медленно, ещё долгое время в Хорватии литургия служилась на славянском, а богослужебные книги писались на глаголице. Глаголическая литургия практиковалась в Хорватии ещё много столетий, а в XIII веке была наконец узаконена.
В 926 году у берегов Африки появилась флотилия из 30 кораблей, коей командовал славянин Сариб — вероятно, хорват.
Обстоятельства смерти Томислава в 928 году неизвестны. Преемником Томислава на престоле стал его младший брат Трпимир II.

## Память
Как писал впоследствии сербский историк С. Станоевич, 
После смерти Томислава Хорватское королевство приходит в упадок и становится тенью Томиславовой Хорватии.
 Пройдя сквозь всевозможные исторические превратности, хорватский народ вспоминал о Томиславовой эпохе (хорв. Doba Kralia Tomislava) как о некоем «золотом веке».

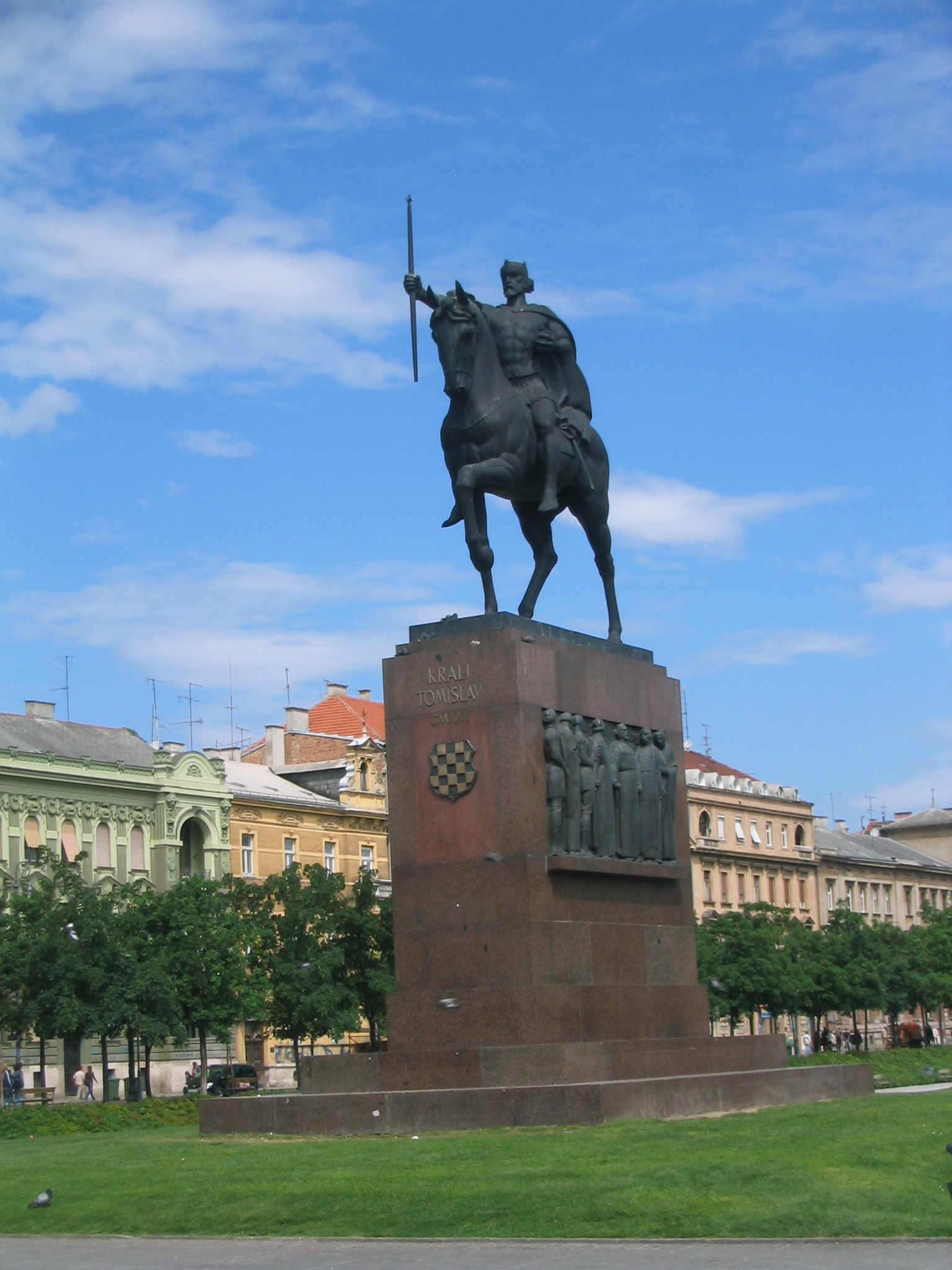
Памятник королю Томиславу в Загребе

В 1926 г. в честь Томислава I воздвигнут был обелиск в боснийском городе Ливно. Спустя два года, 19 января 1928 года в семье короля Александра I Карагеоргиевича и королевы Марии родился сын, который при крещении получил имя Томислав в честь хорватского короля Томислава.
В 1928-1938 годах хорватский скульптор Роберт Франгеш-Миханович изваял монументальную конную статую Томислава I, установленную в Загребе после Второй мировой войны, в 1947 году. Однако коммунистическая власть не позволила украсить пьедестал Франгешевыми барельефами и хорватской Шаховницей — лишь в 1991 году они заняли законное место на пьедестале королевского монумента.
После 1991 года множество новых памятников Томиславу было воздвигнуто в различных городах Хорватии, Боснии и Герцеговины. Среди них выделяется по художественным достоинствам статуя Томислава I в Томиславграде, работы загребского скульптора Винко Багарича (Vinko Bagarić).